# Келлі Трипучка
Пітер Келлі Трипучка (англ. Peter Kelly Tripucka, нар. 16 лютого 1959, Глен-Ридж, Нью-Джерсі, США) — американський професіональний баскетболіст, що грав на позиціях легкого форварда і атакувального захисника за декілька команд НБА. Згодом — баскетбольний коментатор.

## Ігрова кар'єра
На університетському рівні грав за команду Нотр-Дейм (1977—1981).
1981 року був обраний у першому раунді драфту НБА під загальним 12-м номером командою «Детройт Пістонс». Захищав кольори команди з Детройта протягом наступних 5 сезонів. У дебютному сезоні набирав 21,6 очка за гру, що дозволило йому взяти участь у матчі всіх зірок НБА. Наступного року провів свій найкращий сезон за всю кар'єру, набираючи у матчах в середньому 26,5 очка. У сезоні 1983—1984 вдруге був запрошений на матч усіх зірок.
З 1986 по 1988 рік грав у складі «Юта Джаз», куди разом з Кентом Бенсоном був обміняний на Едріана Дентлі та драфт-піки. З самого початку на знайшов спільної мови з головним тренером команди Френком Лейденом, який будував нову команду навколо Джона Стоктона та Карла Мелоуна та не бачив великої ролі Трипучки у атакувальних схемах.
1988 року в обмін на Майка Брауна перейшов до «Шарлотт Горнетс», у складі якої провів наступні 3 сезони своєї кар'єри. У першому ж сезоні за «Горнетс» відновив свою зіркову форму, набираючи 22,6 очка за гру.
Останньою ж командою в кар'єрі гравця стала «Лімож» з Франції, до складу якої він приєднався 1991 року і за яку відіграв один сезон.

## Робота на телебаченні
Після завершення спортивної кар'єри працював допоміжним коментатором для телеканалу «Детройт Пістонс». 2001 року звільнився та влаштувався коментатором на радіо, де працював на матчах «Нью-Джерсі Нетс». З 2003 до 2005 року працював на YES Network. З 2008 по 2012 рік коментував матчі «Нью-Йорк Нікс».

## Статистика виступів в НБА
| * | Лідер ліги |

### Регулярний сезон
| Сезон              | Команда            | GP  | GS  | MPG   | FG%  | 3P%  | FT%  | RPG | APG | SPG | BPG | PPG  |
| ------------------ | ------------------ | --- | --- | ----- | ---- | ---- | ---- | --- | --- | --- | --- | ---- |
| 1981–82            | «Детройт Пістонс»  | 82  | 82  | 37.5  | .496 | .227 | .797 | 5.4 | 3.3 | 1.1 | 0.2 | 21.6 |
| 1982–83            | «Детройт Пістонс»  | 58  | 58  | 38.8* | .489 | .378 | .845 | 4.6 | 4.1 | 1.2 | 0.3 | 26.5 |
| 1983–84            | «Детройт Пістонс»  | 76  | 75  | 32.8  | .459 | .118 | .815 | 4.0 | 3.0 | 0.9 | 0.2 | 21.3 |
| 1984–85            | «Детройт Пістонс»  | 55  | 43  | 30.5  | .477 | .400 | .885 | 4.0 | 2.5 | 0.9 | 0.3 | 19.1 |
| 1985–86            | «Детройт Пістонс»  | 81  | 81  | 32.4  | .498 | .480 | .856 | 4.3 | 3.3 | 1.1 | 0.1 | 20.0 |
| 1986–87            | «Юта Джаз»         | 79  | 76  | 23.6  | .469 | .365 | .872 | 3.1 | 3.1 | 1.1 | 0.1 | 10.1 |
| 1987–88            | «Юта Джаз»         | 49  | 21  | 19.9  | .459 | .419 | .868 | 2.4 | 2.1 | 0.7 | 0.1 | 7.5  |
| 1988–89            | «Шарлотт Горнетс»  | 71  | 65  | 32.4  | .467 | .357 | .866 | 3.8 | 3.2 | 1.2 | 0.2 | 22.6 |
| 1989–90            | «Шарлотт Горнетс»  | 79  | 73  | 30.4  | .430 | .365 | .883 | 4.1 | 2.8 | 0.9 | 0.2 | 15.6 |
| 1990–91            | «Шарлотт Горнетс»  | 71  | 1   | 16.7  | .454 | .333 | .910 | 2.3 | 2.1 | 0.4 | 0.2 | 7.0  |
| Усього за кар'єру  | Усього за кар'єру  | 707 | 575 | 29.6  | .473 | .361 | .849 | 3.8 | 3.0 | 1.0 | 0.2 | 17.2 |
| В іграх усіх зірок | В іграх усіх зірок | 2   | 0   | 10.5  | .429 | –    | .500 | 0.5 | 2.0 | 0.5 | 0.0 | 3.5  |

### Плей-оф
| Сезон             | Команда           | GP | GS | MPG  | FG%  | 3P%  | FT%   | RPG | APG | SPG | BPG | PPG  |
| ----------------- | ----------------- | -- | -- | ---- | ---- | ---- | ----- | --- | --- | --- | --- | ---- |
| 1984              | «Детройт Пістонс» | 5  | –  | 41.6 | .471 | .000 | .804  | 4.6 | 3.0 | 2.2 | 0.0 | 27.4 |
| 1985              | «Детройт Пістонс» | 9  | 9  | 32.0 | .415 | .000 | .875  | 4.3 | 3.2 | 0.4 | 0.3 | 14.8 |
| 1986              | «Детройт Пістонс» | 4  | 4  | 43.8 | .465 | –    | .913  | 5.8 | 2.3 | 0.8 | 0.5 | 21.8 |
| 1987              | «Юта Джаз»        | 5  | 5  | 14.0 | .700 | .000 | 1.000 | 1.4 | 0.6 | 0.8 | 0.0 | 6.4  |
| 1988              | «Юта Джаз»        | 2  | 0  | 4.5  | .333 | –    | –     | 0.5 | 0.5 | 0.0 | 0.0 | 0.5  |
| Усього за кар'єру | Усього за кар'єру | 25 | 18 | 30.0 | .462 | .000 | .856  | 3.7 | 2.3 | 0.9 | 0.2 | 15.6 |